# 中央路站 (大邱廣域市)
中央路站（：／ Jungangno yeok */?）是大邱地鐵1號線沿線的一座地下車站，位於韓國大邱廣域市中區七星洞。

## 車站構造
站體為2面2線側式月台的地下車站，候車月台設有月台幕門，並有4處出口。

### 月台配置
| 半月堂 ↑ |
| \| 上    |
| ↓ 大邱站 |

| 月台 | 路線               | 目的地                     |
| ---- | ------------------ | -------------------------- |
| 上行 | ●大邱都市铁道1号线 | 半月堂、上仁、舌化椧谷方向 |
| 下行 | ●大邱都市铁道1号线 | 大邱站、東大邱站、安心方向 |

## 历史
- 1997年11月26日：开通使用。
- 2003年2月18日：因大邱地铁纵火案而关闭。
- 2003年12月31日：重新开放。

## 車站周邊
- 教洞市場
- 228紀念中央公園
- 慶尙監營公園（朝鲜语：경상감영）
- 國債補償運動紀念公園（朝鲜语：국채보상운동기념공원）
- 教保文庫大邱店
- 大邱百貨總店
- 東亞百貨
- 大邱韓一CGV
- 大邱諾富特酒店
- 中區廳
- 大邱郵局
- 大邱市政府
- 大邱中部警察署
- 大邱華僑小學
- 韓國通訊布政營業所
- 大邱銀行中央路分行（原總行）
- 大邱人力銀行
- 友利銀行大邱分行
- 國民銀行大邱分行
- 韓國產業銀行大邱分行
- 韩亚银行大邱分行
- NH農協銀行（朝鲜语：NH농협은행）北城路分行
- 大邱站（韓國鐵道公社）

## 相鄰車站
大邱都市鐵道公社
●大邱都市铁道1号线
半月堂（130）－中央路（131）－大邱站（132）